# 폴솜 스트리트 페어

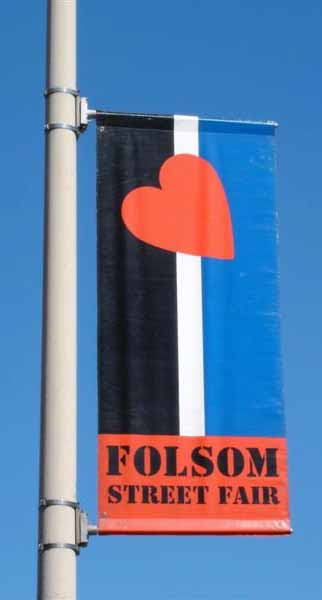
폴솜 스트리트 페어 배너

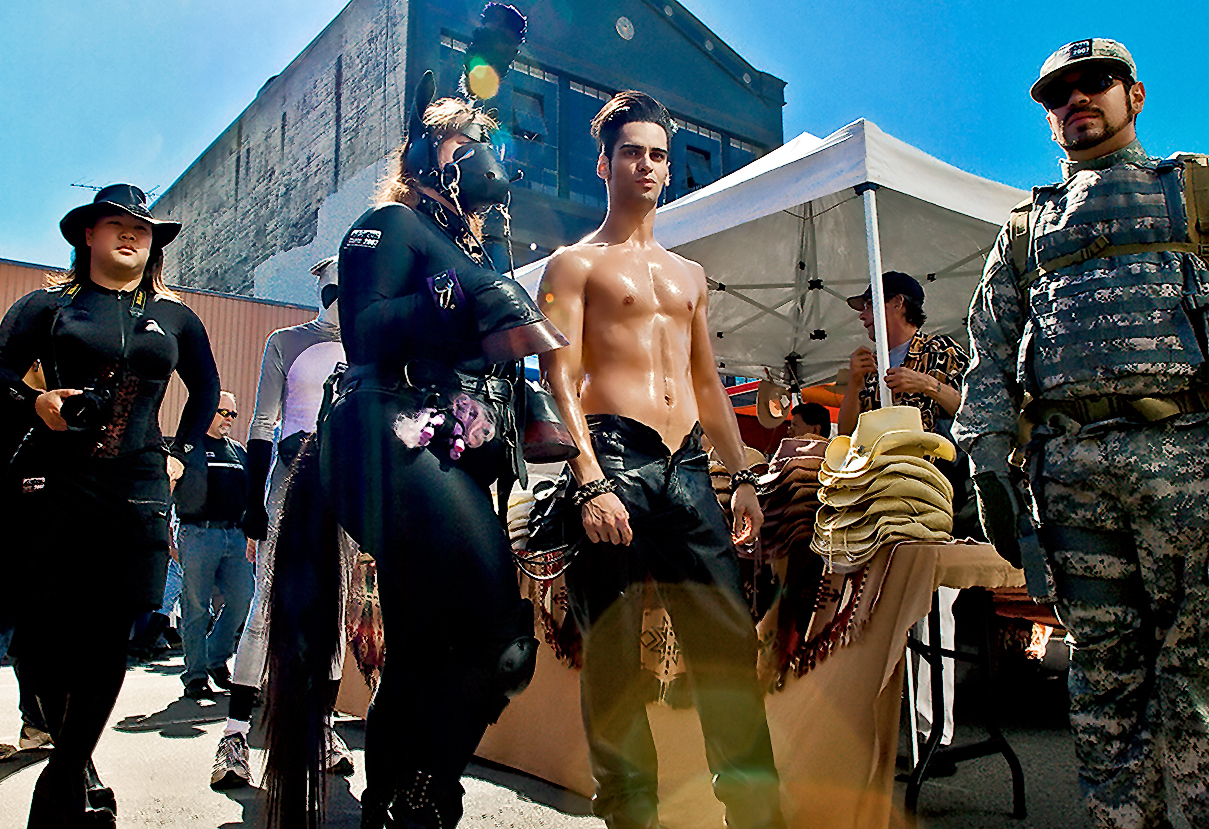
2007년 폴솜 스트리트 페어

폴솜 스트리트 페어(Folsom Street Fair, FSF)는 매년 9월 샌프란시스코에서 열리는 BDSM 축제이다. 사우스오브마켓 지역의 폴솜 스트리트 8번가부터 13번가에서 열린다.